# Комсомольська (Шадрінський район)
Комсомо́льська (рос. Комсомольская) — присілок у складі Шадрінського району Курганської області, Росія. Входить до складу Батуринської сільської ради.
Населення — 191 особа (2010, 289 у 2002).
Національний склад станом на 2002 рік: росіяни — 85 %.